# Ignatius John Doggett
Ignatius John Doggett OFM (* 25. November 1907 in Rydal; † 17. September 2004) war Bischof von Aitape in Papua-Neuguinea.

## Leben
Ignatius John Doggett trat der Ordensgemeinschaft der Franziskaner bei und empfing am 2. Juli 1933 die Priesterweihe.
Pius XII. ernannte ihn am 15. Mai 1952 zum Apostolischen Präfekten von Aitape. Der Apostolische Delegat in Australien, Romolo Carboni, spendete ihm am 30. Mai desselben Jahres die Bischofsweihe; Mitkonsekratoren waren Bernard Denis Stewart, Bischof von Sandhurst, und John Francis Norton, Bischof von Bathurst.
Am 11. November 1956 erhob der Papst die Apostolische Präfektur zum Apostolischen Vikariat und ernannte ihn zum Apostolischen Vikar von Aitape und Titularbischof von Mundinitza. Er nahm an allen Sitzungsperioden des Zweiten Vatikanischen Konzils teil. Das Apostolische Vikariat wurde am 15. November 1966 zum Bistum erhoben und Doggett wurde zum Bischof von Aitape ernannt. Von seinem Amt trat er am 6. Juni 1969 zurück. Paul VI. ernannte ihn am 6. Juni 1969 zum Titularbischof von Menefessi. Von diesem Amt trat er am 7. Juli 1976 zurück.